# Chloreuptychia chlorimene
Chloreuptychia chlorimene är en fjärilsart som beskrevs av Jacob Hübner 1816. Chloreuptychia chlorimene ingår i släktet Chloreuptychia och familjen praktfjärilar. Inga underarter finns listade i Catalogue of Life.

## Bildgalleri

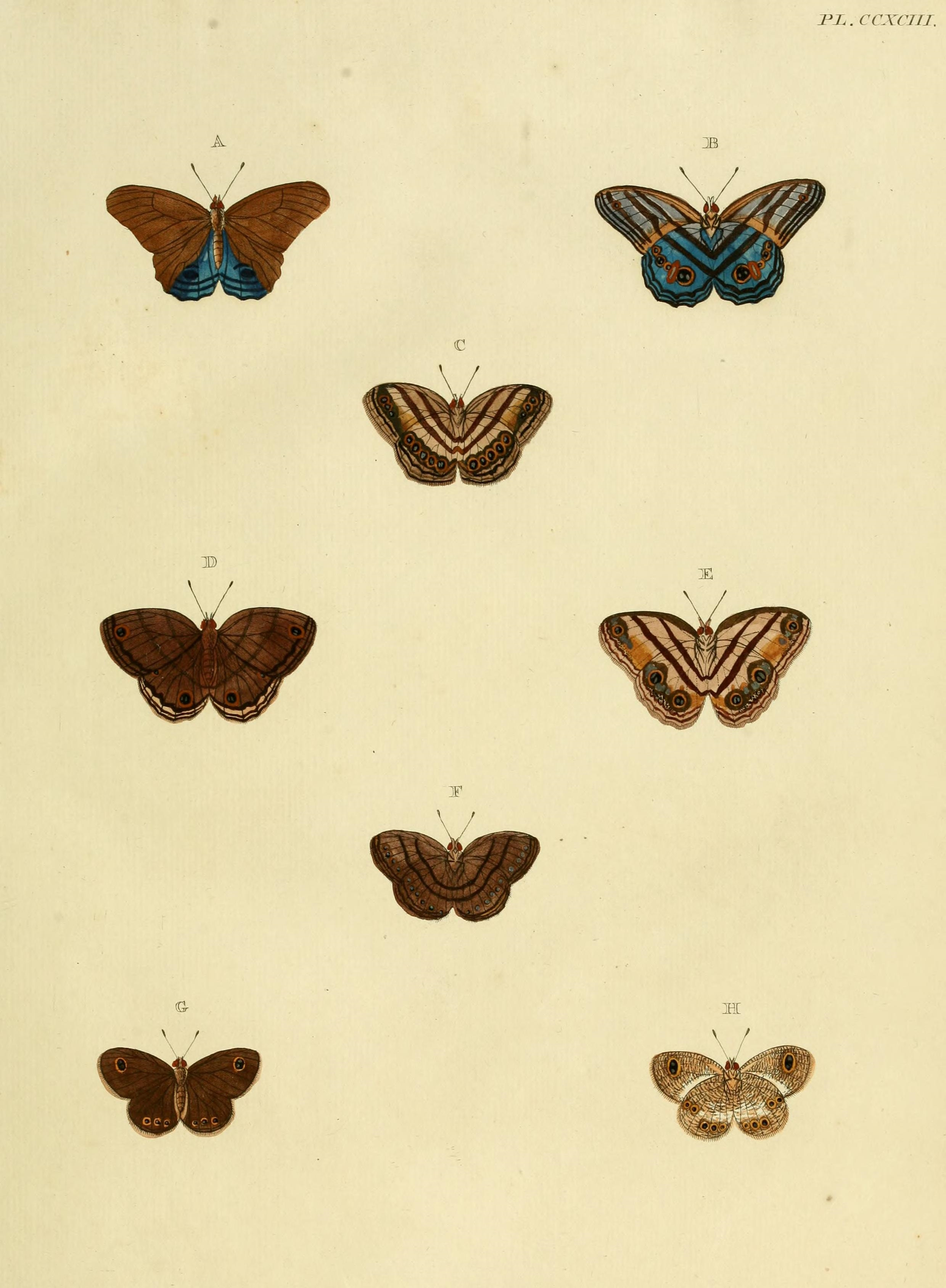